# Orgue del convent de Sant Bernadí (Petra)
L’orgue del convent de Sant Bernadí de Petra és un instrument ubicat al convent de Sant Bernadí, a Petra, Mallorca. És considerat un dels exemples destacats del patrimoni organístic de l'illa.

## Història
El Convent de Franciscans de Petra, dedicat a Sant Bernadí, va esser fundat l'any 1607. El 1695 es va convertir en Col·legi de Missioners, i allí es va formar el Beat Juníper Serra.
Malgrat no disposar de documentació sobre la construcció del primer orgue, per les característiques de les restes que en queden, podem deduir que fou construït cap a finals del segle xvii o principis del XVIII. La primera referència la trobam en el “Llibre de Entrades y Sortides” corresponent al període 1713-1723: “Gastos del mes de Agost 1717: A 12 Paga a un corder de Inca p llandera de les manxes 1ll. 1s.” A la tribuna que ocupava aquest instrument, sobre la porta que dona al claustre, encara es conserva el secret de l’Orgue Major, que tenia 10 jocs, un d’ells de llengüeteria de batalla, i part del de la Cadireta, que disposava de 6 jocs.
A 1723 era organista Fra Joan Pont. A 1737 era mestre de capella i organista el P. Fra Joan Font.
Segons Berard, l'any 1789 “sigue la puerta que pasa al claustro, que lleva el órgano encima, tan grande como ella, charolado, como el púlpito azul blanco y dorado". Aquest orgue va desaparèixer a causa de l’exclaustració. Tenim notícies que fou portat a Llucmajor, però no s'ha pogut localitzar. Encara es pot observar, al lloc que ocupava aquest orgue, part de la façana original.
En 1855 el Custos de l'esmentat convent, Francesc Darder, franciscà exclaustrat, encarregà un orgue a Antoni Portell, que el col·locà al centre de la barana del cor. Allà ho trobàrem en la nostra primera visita en el 1986. Era un orgue armari com la majoria dels orgues d'aquest orguener, amb la manxa sobre el moble i un sol manxó interior, col·locat sobre els tubs i manejat per un pedal. Constava dels següents registres: Bordó de fusta sense tirador, els tubs de mà esquerra anaven inclinats sota el secret i la mà dreta amb la xeremia. Tapadet: els 11 primers tubs anaven distribuïts en tres castells a la façana (4 + 3 + 4), la mà dreta era una octava de talla ampla. Nasard 12a.: mà esquerra de fusta, mà dreta de metall de tubs antics. Nasard 15 a.: mà esquerra de fusta i mà dreta de metalls de tubs antics. Hi havia un registre buit que per la seva col·locació i després d'analitzar altres orgues d’en Portell, deduïm que estaven reservats als Baixos-Clarins.
El teclat era de 54 notes (C-f’’’) encara que per baixar el to l'afinació havia estat desplaçada: C i Cs muts i partició cs’-d’.
L'estiu d'aquest mateix any, 1986 l'orguener Enrique Morentín dugué a terme una reforma malaurada, desvirtuant totalment la concepció original de l'instrument: l'orgue fou baixat del cor i situat a la primera capella lateral de l'esquerra tocant la paret i com a conseqüència d'això, els tubs de la mà esquerra del Bordó de fusta, pensats per a cantar en una posició elevada, queden a nivell de terra i pràcticament inaudibles. L'ordre dels jocs fou canviat per passar la façana a la part del teclat. Aquest va esser tret de l'instrument i dotat de contratecles per a fer-lo transpositor, la qual cosa endurí molt la pulsació. En el lloc previst per Portell per col·locar-hi un joc de Baixons-Clarins, hi va esser instal·lat un Ple romàntic. El pedaler també es feu transpositor desplaçant-ho a dreta i esquerra. La caixa de línies senzilles pròpia dels orgues mallorquins del segle passat fou reconvertida en una caixa pseudo barroca més pròpia d'una “falla valenciana” que d'un orgue.
La desgraciada reforma fou inaugurada el 4 d'octubre d'aquest any amb un concert de la Coral Fra Juníper Serra de Petra i l’organista valencià Fra Vicente Pérez Jorge.

## Situació i estat actual[1]
L'instrument està situat, com hem dit, a la primera capella de l'esquerra vora el presbiteri. Malgrat els canvis improcedents, l'instrument funciona.

## Descripció de la consola[1]
Consta d'un teclat transpositor de 54 notes (C-f’’’) partit entre h/c’.

### Disposició

#### mà esquerra
Octava
Nasard 15a.
Narsard 12a.
Lleno III
Violón

#### mà dreta
Octava
Nasard 15a.
Nasard 12a.
Lleno III
Violón
El Pedal és de 12 botons amb acoblament permanent al manual, també és transpositor.

## Secret[2]
El secret també fou totalment remodelat sense cap respecte canviant els jocs del lloc original.
Al lloc que abans ocupava el Bordó, ara hi ha l’Octava (en realitat un Tapadet amb xemeneia). Els 23 primers tubs van postats a la cara. Segueixen els dos Nasards de 15a. i 12a.
Va esser dotat d’un Plè de III regles molt romàntic i amb una sola repetició. A mà esquerra: 2’ + 1 ⅓’ + 1’. A mà dreta: 4’ + 2 ⅔’ +2’.
Els seus tubs van tots amb pavelló. L’últim joc és el Bordó 8’. La corredora de mà esquerra va per davall el secret.